# Robert Irvine
Robert Irvine (Salisbury, 24 settembre 1965) è un cuoco e personaggio televisivo britannico che è apparso in molti programmi televisivi trasmessi dal canale statunitense Food Network.

## Biografia

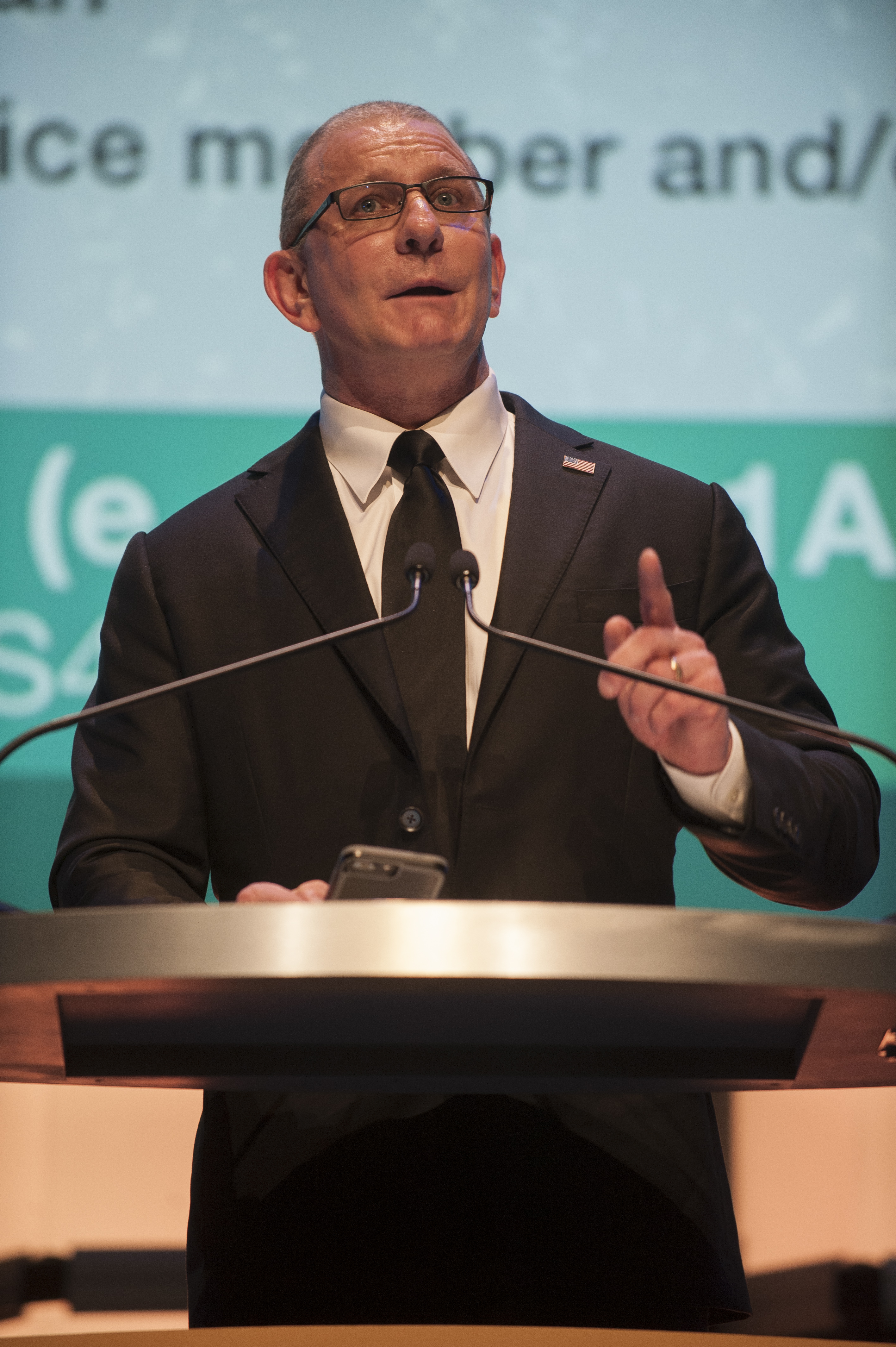
Robert Irvine al SAMSHA VOICE AWARDS nel 2017

Irvine è nato in Inghilterra ed è cresciuto nel Wiltshire.
Ha iniziato la sua carriera di cuoco dopo essersi arruolato nella Royal Navy del Regno Unito all'età di quindici anni. Dopo aver completato l'addestramento culinario, Robert ha servito a bordo del Royal Yacht Britannia di Sua Maestà. Al termine del suo tour di 10 anni, Irvine ha svolto attività di consulenza a Bali, Jakarta e Ho Chi Minh City prima di diventare Executive Chef a bordo di numerose navi da crociera e hotel di fascia alta come il Taj Mahal
Irvine visse con la sua prima moglie Karen ad Absecon, nel New Jersey, prima di acquistare un'altra casa a Hilton Head Island, nella Carolina del Sud. Il 10 maggio 2012, Irvine ha sposato in seconde nozze la star televisiva e cinematografica Gail Kim. La coppia si è incontrata sul set di Dinner: Impossible. Ha due figlie, Annalise e Talia, avute dal suo primo matrimonio.
Lui e il socio in affari Randall Williams hanno aperto il ristorante Eat! a Hilton Head Island, nel South Carolina, nel 2008, ribattezzato Robert Irvine's eat! nel febbraio 2009. Il ristorante ha chiuso alla fine del 2013.
Irvine ha aperto il suo secondo ristorante, Nosh di Robert Irvine, nel dicembre 2011, che tuttavia ha chiuso all'inizio del 2015. Nel maggio 2016, Irvine e il resort Tropicana Las Vegas hanno annunciato congiuntamente l'intenzione di aprire un nuovo ristorante nel 2017; la Public House di Robert Irvine ha aperto a luglio 2017.

## Carriera
Irvine ha iniziato la sua carriera televisiva su Food Network in uno spettacolo dal titolo "Fit for a King", che è stato successivamente ri-intitolato prima di essere trasmesso come Dinner: Impossible. In seguito ha ottenuto un successo ancora maggiore con il suo show televisivo, Restaurant: Impossible. Ha fatto parte di una squadra di famosi chef che hanno partecipato ad una cena per la raccolta di fondi per il 77° Academy Awards nel 2005. 

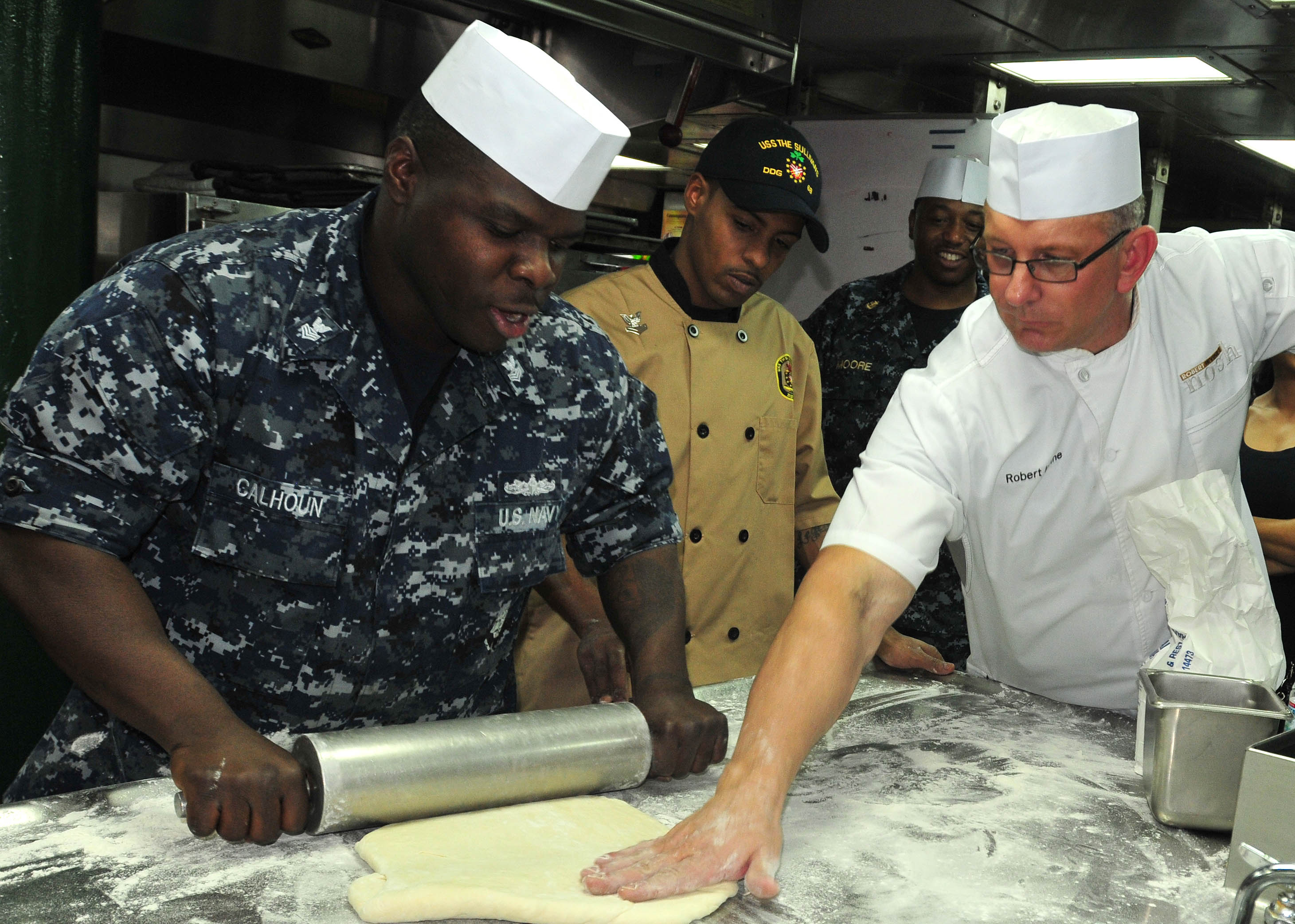
Robert Irvine mentre fornisce consigli al cuoco di bordo del cacciatorpediniere statunitense The Sullivans, Romonn Calhoun (2012)

Irvine è il fondatore di Robert Irvine Foods e ha introdotto una linea di alimenti, spezie e oli a marchio Irvine. Una parte dei proventi delle vendite viene donata alla sua fondazione, che sostiene l'esercito americano. l suo primo libro di cucina, Mission: Cook!, scritto con Brian O'Reilly, è stato pubblicato da HarperCollins Publishers nel settembre 2007. Irvine è anche apparso in un episodio di Iron Chef America nel dicembre 2007
È membro del Council of Chefs, l'organizzazione benefica di Cat Cora dedicata ad aiutare i bambini affamati.
Irvine è il conduttore dello show Restaurant Impossible, presentato nel gennaio 2011. Descritto come uno spin-off di Dinner: Impossible, il programma sfida Irvine a risollevare le sorti di un ristorante in due giorni con un budget di 10'000 dollari. Irvine è apparso in 13 stagioni dello show, ed è stato anche protagonista di Chopped, Guy's Grocery Games.
Irvine ha partecipato alla quarta stagione di The Next Iron Chef, presentato il 30 ottobre 2011.

### Attività di fitness
Nell'aprile 2011, ha iniziato a lavorare come editorialista per la rivista Muscle & Fitness. Nel 2015, ha pubblicato il libro Fit Fuel: A Chef's Guide to Eating Well, Getting Fit, and Living Your Best Life. Nel libro, scrive della sua infanzia da bambino "magro" che aspirava ad essere muscoloso come Arnold Schwarzenegger. Ha sviluppato la passione per l'allenamento con i pesi e la forma fisica in tenera età, ha giocato a rugby, e quando è entrato nella Royal Navy del Regno Unito, era abbastanza forte da "portare una grande palla di cannone per la sua squadra". Fit Fuel combina ricette salutari, gli allenamenti di Robert e la dura motivazione che è alla base del programma Restaurant: Impossible.
A maggio 2016 ha lanciato un giornale, il Robert Irvine Magazine, che è l'ideale continuazione dei concetti presentati in Fit Fuel.
Tra il 2012 e il 2016 Irvine ha lanciato una serie di prodotti alimentari, tra cui pizze surgelate, barrette proteiche e altri alimenti.

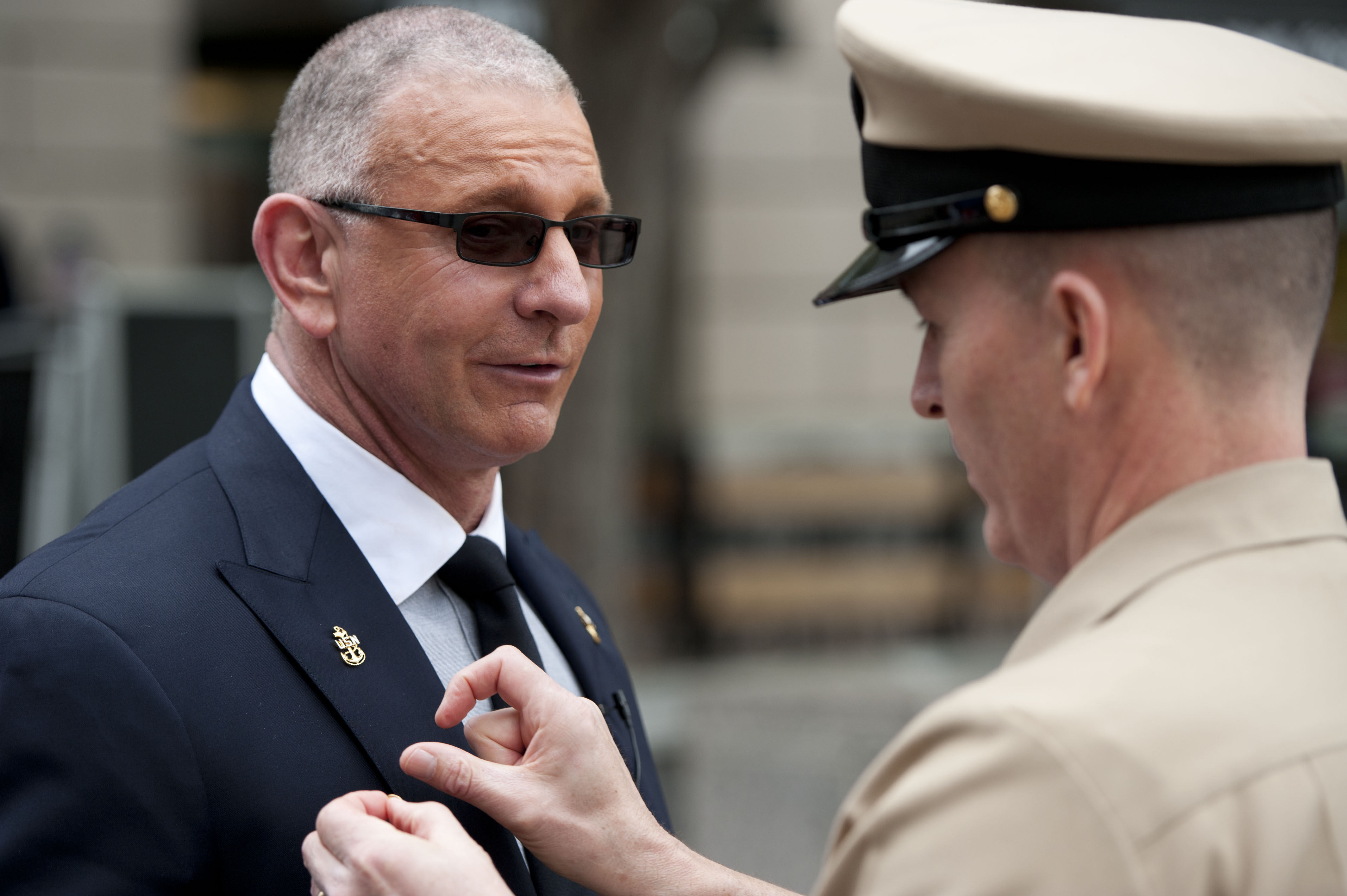
Irvine nominato sottufficiale onorario della Marina degli Stati Uniti nel maggio 2015 a Washington, DC.

### Attività di beneficenza
Irvine ha percorso l'Afghanistan nel 2013 con l'Honoring Our Troops Tour e ha ospitato il concorso Meals Ready to Eat (MRE).
Nel 2014 Irvine ha fondato la Fondazione Robert Irvine: la fondazione raccoglie denaro e assegna degli aiuti economici a uomini e donne in servizio attivo e veterani in difficoltà. Irvine è anche un collaboratore regolare della Gary Sinise Foundation. Per il suo lavoro nell'onorare uomini e donne dell'esercito americano, Irvine è stato premiato con un Patriot Award dalla Medal of Honor Society nel settembre 2015. Nel 2016 Irvine è stato insignito della terza più alta onorificenza del Dipartimento degli Esercito Civili degli Stati Uniti, l'Outstanding Civilian Service Award, per contributi sostanziali alla comunità dell'esercito degli Stati Uniti attraverso il suo lavoro con la Fondazione Robert Irvine.

## Filmografia

### Televisione
- Body of Proof - serie TV, episodio 2x10 (2011)
- Melissa & Joey - serie TV, episodio 3x20 (2014)

## Doppiatori italiani
Nelle versioni in italiano delle opere in cui ha recitato, Robert Irvine è stato doppiato da:
- Franco Mannella in Body of Proof